# فريدريك (سياسي)
فريدريك (بالفنلندية: Frederik)‏ هو مغني وسياسي فنلندي، ولد في 2 فبراير 1945 في هلسنكي في فنلندا.

## وصلات خارجية
- فريدريك على موقع IMDb (الإنجليزية)
- فريدريك على موقع ميوزك برينز (الإنجليزية)
- فريدريك على موقع ميوزك برينز (الإنجليزية)
- فريدريك على موقع ميوزك برينز (الإنجليزية)
- فريدريك على موقع ميوزك برينز (الإنجليزية)
- فريدريك على موقع أول ميوزيك (الإنجليزية)
- فريدريك على موقع أول ميوزيك (الإنجليزية)
- فريدريك على موقع أول ميوزيك (الإنجليزية)
- فريدريك على موقع ديسكوغز (الإنجليزية)
- فريدريك على موقع ديسكوغز (الإنجليزية)
- فريدريك على موقع ديسكوغز (الإنجليزية)